# Ylva Verlag
Der Ylva Verlag ist ein international tätiger unabhängiger Verlag für lesbische und queere Literatur mit Hauptsitz in Kriftel. 

## Unternehmen
Der Ylva Verlag wurde 2012 von Astrid Ohletz gegründet, kurze Zeit später kam das englischsprachige Imprint Ylva Publishing hinzu. Der Verlag veröffentlicht in seinen beiden Zweigen pro Jahr etwa die gleiche Anzahl englisch- wie deutschsprachiger Bücher. Die Veröffentlichungen erscheinen in beiden Märkten als Taschenbücher und als E-Books. Seit einigen Jahren werden auch Hörbücher produziert, insbesondere für den englischsprachigen Markt. Für deutschsprachige Hörbücher operiert der Verlag neben Eigenproduktionen mit Lizenzverkäufen.
Der Verlagsname Ylva stammt aus dem Altschwedischen und steht für „Wölfin“.  Im Zentrum der Publikationen stehen starke Frauenfiguren, mit einem Fokus auf lesbischen und queeren Frauen. Der Verlag verstehe sein Anliegen jedoch explizit auch darin, Diversität in weiteren Gesellschaftsbereichen zu fördern, etwa indem Inhalte mit behinderten und nicht-weißen Protagonistinnen angeboten würden, so Verlegerin Astrid Ohletz in einem Interview mit dem Hessischen Rundfunk.
Der Verlag verzeichnete im Jahr 2021 erstmals einen Umsatz von 1 Million Euro bei rund 100.000 verkauften Taschenbüchern und mehr als 1 Million E-Books im Verlauf des zehnjährigen Verlagsbestehens.
Während Astrid Ohletz für die Inhalte verantwortlich zeichnet und den Kontakt zu den Autorinnen hält, ist Daniela Hüge für die Herstellung und das Qualitätsmanagement zuständig.

## Genres und Autorinnen
Die Bücher von Ylva umfassen verschiedene Genres wie lesbische Liebesromane, lesbische Fantasy, queere Jugendbücher, Lesbenkrimis und lesbische Erotik. Das Anliegen des Verlags ist es, glaubwürdige Frauenfiguren und Protagonistinnen in diesen Genres abzubilden, die in anderen Verlagen unterrepräsentiert sind. Astrid Ohletz bemängelte im Gespräch mit Bastian Korff insbesondere das Fehlen von fiktionalen lesbischen Narrativen mit positivem Ausgang in der Literatur wie auch im Fernsehen und Kino. Diese Lücke wolle der Verlag mit seinem Angebot abdecken.  
Im Verlagsportfolio befinden sich englischsprachige Autorinnen, deren Titel ins Deutsche übersetzt werden wie auch deutschsprachige Autorinnen. Zu den bekanntesten Autorinnen zählen Jae, Lee Winter, Cheyenne Blue, Roslyn Sinclair, Tiana Warner und Lola Keeley. 

## Preise und Auszeichnungen
Mehr als 30 englischsprachige Titel des Verlags wurden in unterschiedlichen Kategorien mit den Goldie Awards der Golden Crown Literary Society ausgezeichnet. Fünf Titel erhielten Ippy Awards: Im Jahr 2017 waren dies Here’s the Thing von Emily O’Beirne in der Kategorie „Australia/New Zealand Regional Fiction“ (Bronzemedaille), Requiem for Immortals von Lee Winter in der Kategorie „Best Mystery/Thriller E-book“ (Bronzemedaille), The Caphenon (Chronicles of Alsea Book 1) von Fletcher DeLancey in der Kategorie „Best Sci-Fi/Fantasy/Horror E-book“ (Bronzemedaille) und in der Kategorie „Erotica“ Don’t be Shy (Goldmedaille), herausgegeben von Astrid Ohletz und Jae sowie im Jahr 2018 Perfect Rhythm von Jae in der Kategorie „Best Romance/Erotica E-Book“ (Bronzemedaille).